# 佩尔·莫茨
佩尔·莫茨（瑞典語：Pär Mårts，1953年4月30日—），瑞典男子冰球运动员、教练员。他曾带领瑞典参加1994年和2014年冬季奥林匹克运动会冰球比赛，获得一枚金牌和一枚银牌。